# Joan Saubich
Joan Saubich i Mir (* 7. November 1989 in Sarrià de Ter bei Girona) ist ein ehemaliger spanischer Handballspieler, der zumeist auf Rechtsaußen eingesetzt wurde.
Der 1,86 m große und 88 kg schwere Linkshänder wurde 2004 von den Talentscouts des FC Barcelona entdeckt und für die Jugendmannschaft verpflichtet. In der Saison 2007/08 gab er sein Debüt in der Liga ASOBAL. In der EHF Champions League 2008/09 feierte er bei GOG Svendborg TGI seine internationale Premiere. 2009 wechselte er zum Zweitligisten BM Huesca. Nach einer Saison kehrte er zurück und spielte 2010/11 bei Barça in der ersten und zweiten Mannschaft. In der EHF Champions League 2010/11 kam er ebenfalls zum Einsatz und konnte beim 28:28 bei dem THW Kiel sein erstes Tor im Wettbewerb erzielen. Am Ende wurde er Champions-League-Sieger. Für die nächsten zwei Jahre wurde er wieder an Huesca ausgeliehen, wo er 2012/13 mit 155 Treffern (davon 57 per Siebenmeter) viertbester Torschütze der Liga ASOBAL wurde. Im Sommer 2013 unterschrieb er bei Naturhouse La Rioja, mit dem er auch in die Saisonvorbereitung startete. Im August 2013 nahm ihn wiederum Barcelona unter Vertrag. Nach seiner Rückkehr gewann er den Super Globe 2013, die Supercopa Asobal, die Copa ASOBAL und den Königspokal. In der EHF Champions League 2013/14 steht er im Final Four. In der Saison 2015/16 lief er für den französischen Erstligisten Pays d’Aix UC auf. Anschließend kehrte er wieder zum FC Barcelona zurück. Im Sommer 2017 beendete er seine Karriere.
Für die Spanische Junioren-Nationalmannschaft bestritt Joan Saubich 22 Spiele, in denen er 47 Tore erzielte. Bei der U-21-Weltmeisterschaft 2009 belegte er den achten Rang.

## Erfolge
- Liga ASOBAL: 2010/11, 2013/14, 2014/15, 2016/17
- Copa ASOBAL: 2013/14
- Copa del Rey de Balonmano: 2008/09, 2013/14, 2016/17
- Supercopa Asobal: 2013/14
- EHF-Champions-League-Sieger: 2010/11, 2014/15
- Super Globe: 2013